# Qualificazioni al campionato europeo femminile under 17 di calcio 2014

## Regolamento
Al turno di qualificazione partecipano 40 delle 44 squadre iscritte, divise in 10 gruppi di quattro squadre ciascuno. Si qualificano per il turno d'élite le prime due classificate di ogni girone, oltre alla migliore terza classificata, considerando solo i risultati ottenuti contro le prime due del girone.

Le prime tre classificate nel ranking UEFA, Germania, Spagna e Francia, sono qualificate direttamente al turno d'élite. Le 24 squadre ammesse a questa fase saranno divise in 6 gruppi di quattro squadre ciascuno. Si qualificheranno alla fase finale le vincenti di ogni girone, oltre alla migliore seconda classificata, considerando solo i risultati ottenuti contro la prima e la terza del girone.

L'Inghilterra è ammessa direttamente alla fase finale come paese organizzatore.

## Turno di qualificazione

### Gruppo 1
Giocato in Scozia dal 2 al 7 agosto 2013.
| Pos. | Squadra          | Pt | G | V | N | P | GF | GS | DR  |
| ---- | ---------------- | -- | - | - | - | - | -- | -- | --- |
| 1.   | Rep. Ceca        | 6  | 3 | 2 | 0 | 1 | 18 | 4  | +14 |
| 2.   | Scozia           | 6  | 3 | 2 | 0 | 1 | 10 | 6  | +4  |
| 3.   | Irlanda del Nord | 6  | 3 | 2 | 0 | 1 | 9  | 8  | +1  |
| 4.   | Montenegro       | 0  | 3 | 0 | 0 | 3 | 1  | 20 | -19 |

| Data     | Ora         | Partita          | Partita | Partita          |
| -------- | ----------- | ---------------- | ------- | ---------------- |
| 2-8-2013 | 15:00 UTC+1 | Rep. Ceca        | 3 - 4   | Irlanda del Nord |
| 2-8-2013 | 19:00 UTC+1 | Scozia           | 5 - 1   | Montenegro       |
| 4-8-2013 | 13:00 UTC+1 | Irlanda del Nord | 1 - 5   | Scozia           |
| 4-8-2013 | 17:00 UTC+1 | Rep. Ceca        | 11 - 0  | Montenegro       |
| 7-8-2013 | 19:00 UTC+1 | Scozia           | 0 - 4   | Rep. Ceca        |
| 7-8-2013 | 19:00 UTC+1 | Montenegro       | 0 - 4   | Irlanda del Nord |

### Gruppo 2
Giocato in Estonia dal 29 luglio al 3 agosto 2013.
| Pos. | Squadra  | Pt | G | V | N | P | GF | GS | DR  |
| ---- | -------- | -- | - | - | - | - | -- | -- | --- |
| 1.   | Norvegia | 9  | 3 | 3 | 0 | 0 | 16 | 1  | +15 |
| 2.   | Romania  | 6  | 3 | 2 | 0 | 1 | 7  | 5  | +2  |
| 3.   | Croazia  | 3  | 3 | 1 | 0 | 2 | 4  | 8  | -4  |
| 4.   | Estonia  | 0  | 3 | 0 | 0 | 3 | 1  | 14 | -13 |

| Data      | Ora         | Partita  | Partita | Partita  |
| --------- | ----------- | -------- | ------- | -------- |
| 29-7-2013 | 14:30 UTC+3 | Norvegia | 5 - 1   | Croazia  |
| 29-7-2013 | 17:30 UTC+3 | Romania  | 5 - 0   | Estonia  |
| 31-7-2013 | 14:30 UTC+3 | Croazia  | 1 - 2   | Romania  |
| 31-7-2013 | 17:30 UTC+3 | Norvegia | 7 - 0   | Estonia  |
| 3-8-2013  | 14:30 UTC+3 | Romania  | 0 - 4   | Norvegia |
| 3-8-2013  | 14:30 UTC+3 | Estonia  | 1 - 2   | Croazia  |

### Gruppo 3
Giocato in Ucraina dal 2 al 7 agosto 2013.
| Pos. | Squadra     | Pt | G | V | N | P | GF | GS | DR |
| ---- | ----------- | -- | - | - | - | - | -- | -- | -- |
| 1.   | Finlandia   | 7  | 3 | 2 | 1 | 0 | 6  | 2  | +4 |
| 2.   | Paesi Bassi | 6  | 3 | 2 | 0 | 1 | 8  | 2  | +6 |
| 3.   | Slovacchia  | 2  | 3 | 0 | 2 | 1 | 5  | 9  | -4 |
| 4.   | Ucraina     | 1  | 3 | 0 | 1 | 2 | 4  | 10 | -6 |

| Data     | Ora         | Partita     | Partita | Partita     |
| -------- | ----------- | ----------- | ------- | ----------- |
| 2-8-2013 | 16:00 UTC+3 | Finlandia   | 2 - 2   | Slovacchia  |
| 2-8-2013 | 18:00 UTC+3 | Paesi Bassi | 4 - 1   | Ucraina     |
| 4-8-2013 | 16:00 UTC+3 | Paesi Bassi | 4 - 0   | Slovacchia  |
| 4-8-2013 | 18:00 UTC+3 | Ucraina     | 0 - 3   | Finlandia   |
| 7-8-2013 | 18:00 UTC+3 | Finlandia   | 1 - 0   | Paesi Bassi |
| 7-8-2013 | 18:00 UTC+3 | Slovacchia  | 3 - 3   | Ucraina     |

### Gruppo 4
Giocato in Russia dal 6 all'11 agosto 2013.
| Pos. | Squadra              | Pt | G | V | N | P | GF | GS | DR  |
| ---- | -------------------- | -- | - | - | - | - | -- | -- | --- |
| 1.   | Russia               | 9  | 3 | 3 | 0 | 0 | 3  | 0  | +3  |
| 2.   | Irlanda              | 6  | 3 | 2 | 0 | 1 | 13 | 2  | +11 |
| 3.   | Turchia              | 3  | 3 | 1 | 0 | 2 | 3  | 2  | +1  |
| 4.   | Bosnia ed Erzegovina | 0  | 3 | 0 | 0 | 3 | 1  | 16 | -15 |

| Data      | Ora         | Partita              | Partita | Partita              |
| --------- | ----------- | -------------------- | ------- | -------------------- |
| 6-8-2013  | 13:00 UTC+4 | Irlanda              | 12 - 1  | Bosnia ed Erzegovina |
| 6-8-2013  | 18:00 UTC+4 | Russia               | 1 - 0   | Turchia              |
| 8-8-2013  | 13:00 UTC+4 | Irlanda              | 1 - 0   | Turchia              |
| 8-8-2013  | 18:00 UTC+4 | Bosnia ed Erzegovina | 0 - 1   | Russia               |
| 11-8-2013 | 18:00 UTC+4 | Turchia              | 3 - 0   | Bosnia ed Erzegovina |
| 11-8-2013 | 18:00 UTC+4 | Russia               | 1 - 0   | Irlanda              |

### Gruppo 5
Giocato in Moldavia dal 30 luglio al 4 agosto 2013.
| Pos. | Squadra  | Pt | G | V | N | P | GF | GS | DR  |
| ---- | -------- | -- | - | - | - | - | -- | -- | --- |
| 1.   | Ungheria | 7  | 3 | 2 | 1 | 0 | 15 | 2  | +13 |
| 2.   | Islanda  | 7  | 3 | 2 | 1 | 0 | 13 | 2  | +11 |
| 3.   | Moldavia | 1  | 3 | 0 | 1 | 2 | 1  | 12 | -11 |
| 4.   | Lettonia | 1  | 3 | 0 | 1 | 2 | 1  | 14 | -13 |

| Data      | Ora         | Partita  | Partita | Partita  |
| --------- | ----------- | -------- | ------- | -------- |
| 30-7-2013 | 18:00 UTC+3 | Islanda  | 5 - 0   | Lettonia |
| 30-7-2013 | 18:00 UTC+3 | Ungheria | 5 - 0   | Moldavia |
| 1-8-2013  | 18:00 UTC+3 | Islanda  | 6 - 0   | Moldavia |
| 1-8-2013  | 18:00 UTC+3 | Lettonia | 0 - 8   | Ungheria |
| 4-8-2013  | 18:00 UTC+3 | Ungheria | 2 - 2   | Islanda  |
| 4-8-2013  | 18:00 UTC+3 | Moldavia | 1 - 1   | Lettonia |

### Gruppo 6
Giocato in Israele dal 2 al 7 agosto 2013.
| Pos. | Squadra    | Pt | G | V | N | P | GF | GS | DR  |
| ---- | ---------- | -- | - | - | - | - | -- | -- | --- |
| 1.   | Svezia     | 9  | 3 | 3 | 0 | 0 | 14 | 1  | +13 |
| 2.   | Portogallo | 6  | 3 | 2 | 0 | 1 | 4  | 3  | +1  |
| 3.   | Serbia     | 3  | 3 | 1 | 0 | 2 | 3  | 6  | -3  |
| 4.   | Israele    | 0  | 3 | 0 | 0 | 3 | 1  | 12 | -11 |

| Data     | Ora         | Partita    | Partita | Partita    |
| -------- | ----------- | ---------- | ------- | ---------- |
| 2-8-2013 | 17:00 UTC+3 | Svezia     | 3 - 0   | Portogallo |
| 2-8-2013 | 17:00 UTC+3 | Serbia     | 2 - 1   | Israele    |
| 4-8-2013 | 17:30 UTC+3 | Svezia     | 8 - 0   | Israele    |
| 4-8-2013 | 19:30 UTC+3 | Portogallo | 2 - 0   | Serbia     |
| 7-8-2013 | 18:30 UTC+3 | Israele    | 0 - 2   | Portogallo |
| 7-8-2013 | 18:30 UTC+3 | Serbia     | 1 - 3   | Svezia     |

### Gruppo 7
Giocato in Slovenia dal 6 all'11 agosto 2013.
| Pos. | Squadra     | Pt | G | V | N | P | GF | GS | DR  |
| ---- | ----------- | -- | - | - | - | - | -- | -- | --- |
| 1.   | Belgio      | 9  | 3 | 3 | 0 | 0 | 13 | 0  | +13 |
| 2.   | Bielorussia | 6  | 3 | 2 | 0 | 1 | 8  | 6  | +2  |
| 3.   | Slovenia    | 3  | 3 | 1 | 0 | 2 | 11 | 9  | +2  |
| 4.   | Lituania    | 0  | 3 | 0 | 0 | 3 | 0  | 17 | -17 |

| Data      | Ora   | Partita     | Partita | Partita     |
| --------- | ----- | ----------- | ------- | ----------- |
| 6-8-2013  | UTC+2 | Belgio      | 3 - 0   | Bielorussia |
| 6-8-2013  | UTC+2 | Slovenia    | 8 - 0   | Lituania    |
| 8-8-2013  | UTC+2 | Belgio      | 5 - 0   | Lituania    |
| 8-8-2013  | UTC+2 | Bielorussia | 4 - 3   | Slovenia    |
| 11-8-2013 | UTC+2 | Slovenia    | 0 - 5   | Belgio      |
| 11-8-2013 | UTC+2 | Lituania    | 0 - 4   | Bielorussia |

### Gruppo 8
Giocato in Polonia dal 2 al 7 agosto 2013.
| Pos. | Squadra     | Pt | G | V | N | P | GF | GS | DR  |
| ---- | ----------- | -- | - | - | - | - | -- | -- | --- |
| 1.   | Austria     | 9  | 3 | 3 | 0 | 0 | 18 | 0  | +18 |
| 2.   | Polonia     | 6  | 3 | 2 | 0 | 1 | 14 | 1  | +13 |
| 3.   | Azerbaigian | 3  | 3 | 1 | 0 | 2 | 2  | 12 | -10 |
| 4.   | Kazakistan  | 0  | 3 | 0 | 0 | 3 | 0  | 21 | -21 |

| Data     | Ora         | Partita     | Partita | Partita     |
| -------- | ----------- | ----------- | ------- | ----------- |
| 2-8-2013 | 13:00 UTC+2 | Austria     | 7 - 0   | Azerbaigian |
| 2-8-2013 | 18:00 UTC+2 | Polonia     | 9 - 0   | Kazakistan  |
| 4-8-2013 | 13:00 UTC+2 | Kazakistan  | 0 - 10  | Austria     |
| 4-8-2013 | 18:00 UTC+2 | Polonia     | 5 - 0   | Azerbaigian |
| 7-8-2013 | 18:00 UTC+2 | Austria     | 1 - 0   | Polonia     |
| 7-8-2013 | 18:00 UTC+2 | Azerbaigian | 2 - 0   | Kazakistan  |

### Gruppo 9
Giocato in Bulgaria dal 2 al 7 luglio 2013.
| Pos. | Squadra   | Pt | G | V | N | P | GF | GS | DR  |
| ---- | --------- | -- | - | - | - | - | -- | -- | --- |
| 1.   | Italia    | 9  | 3 | 3 | 0 | 0 | 21 | 1  | +20 |
| 2.   | Svizzera  | 6  | 3 | 2 | 0 | 1 | 19 | 5  | +14 |
| 3.   | Bulgaria  | 3  | 3 | 1 | 0 | 2 | 2  | 17 | -15 |
| 4.   | Macedonia | 0  | 3 | 0 | 0 | 3 | 1  | 20 | -19 |

| Data     | Ora         | Partita   | Partita | Partita   |
| -------- | ----------- | --------- | ------- | --------- |
| 2-7-2013 | 18:00 UTC+3 | Svizzera  | 6 - 0   | Bulgaria  |
| 2-7-2013 | 18:00 UTC+3 | Italia    | 6 - 0   | Macedonia |
| 4-7-2013 | 18:00 UTC+3 | Svizzera  | 12 - 0  | Macedonia |
| 4-7-2013 | 18:00 UTC+3 | Bulgaria  | 0 - 10  | Italia    |
| 7-7-2013 | 18:00 UTC+3 | Italia    | 5 - 1   | Svizzera  |
| 7-7-2013 | 18:00 UTC+3 | Macedonia | 1 - 2   | Bulgaria  |

### Gruppo 10
Si gioca in Danimarca dal 5 al 10 agosto 2013.
| Pos. | Squadra   | Pt | G | V | N | P | GF | GS | DR  |
| ---- | --------- | -- | - | - | - | - | -- | -- | --- |
| 1.   | Danimarca | 7  | 3 | 2 | 1 | 0 | 18 | 3  | +15 |
| 2.   | Grecia    | 7  | 3 | 2 | 1 | 0 | 6  | 4  | +2  |
| 3.   | Galles    | 3  | 3 | 1 | 0 | 2 | 3  | 8  | -5  |
| 4.   | Fær Øer   | 0  | 3 | 0 | 0 | 3 | 2  | 14 | -12 |

| Data      | Ora         | Partita   | Partita | Partita   |
| --------- | ----------- | --------- | ------- | --------- |
| 5-8-2013  | 15:00 UTC+2 | Danimarca | 9 - 0   | Fær Øer   |
| 5-8-2013  | 15:00 UTC+2 | Galles    | 0 - 1   | Grecia    |
| 7-8-2013  | 12:00 UTC+2 | Danimarca | 2 - 2   | Grecia    |
| 7-8-2013  | 16:00 UTC+2 | Fær Øer   | 0 - 2   | Galles    |
| 10-8-2013 | 14:00 UTC+2 | Galles    | 1 - 7   | Danimarca |
| 10-8-2013 | 14:00 UTC+2 | Grecia    | 3 - 2   | Fær Øer   |

### Confronto tra le terze classificate
| Gr. | Squadra          | Pt | G | V | N | P | GF | GS | DR  |
| --- | ---------------- | -- | - | - | - | - | -- | -- | --- |
| 1   | Irlanda del Nord | 3  | 2 | 1 | 0 | 1 | 5  | 8  | -3  |
| 3   | Slovacchia       | 1  | 2 | 0 | 1 | 1 | 2  | 6  | -4  |
| 4   | Turchia          | 0  | 2 | 0 | 0 | 2 | 0  | 2  | -2  |
| 6   | Serbia           | 0  | 2 | 0 | 0 | 2 | 1  | 5  | -4  |
| 2   | Croazia          | 0  | 2 | 0 | 0 | 2 | 2  | 7  | -5  |
| 7   | Slovenia         | 0  | 2 | 0 | 0 | 2 | 3  | 9  | -6  |
| 10  | Galles           | 0  | 2 | 0 | 0 | 2 | 1  | 8  | -7  |
| 5   | Moldavia         | 0  | 2 | 0 | 0 | 2 | 0  | 11 | -11 |
| 8   | Azerbaigian      | 0  | 2 | 0 | 0 | 2 | 0  | 12 | -12 |
| 9   | Bulgaria         | 0  | 2 | 0 | 0 | 2 | 0  | 16 | -16 |

## Turno élite

### Gruppo 1
Giocato in Romania dal 30 settembre al 5 ottobre 2013.
| Pos. | Squadra | Pt | G | V | N | P | GF | GS | DR  |
| ---- | ------- | -- | - | - | - | - | -- | -- | --- |
| 1.   | Spagna  | 9  | 3 | 3 | 0 | 0 | 13 | 2  | +11 |
| 2.   | Irlanda | 6  | 3 | 2 | 0 | 1 | 7  | 3  | +4  |
| 3.   | Islanda | 3  | 3 | 1 | 0 | 2 | 4  | 6  | -2  |
| 4.   | Romania | 0  | 3 | 0 | 0 | 3 | 1  | 14 | -13 |

| Data      | Ora         | Partita | Partita | Partita |
| --------- | ----------- | ------- | ------- | ------- |
| 30-9-2013 | 14:00 UTC+3 | Spagna  | 2 - 1   | Irlanda |
| 30-9-2013 | 17:00 UTC+3 | Islanda | 2 - 1   | Romania |
| 2-10-2013 | 14:00 UTC+3 | Spagna  | 8 - 0   | Romania |
| 2-10-2013 | 17:00 UTC+3 | Irlanda | 2 - 1   | Islanda |
| 5-10-2013 | 11:00 UTC+3 | Islanda | 1 - 3   | Spagna  |
| 5-10-2013 | 11:00 UTC+3 | Romania | 0 - 4   | Irlanda |

### Gruppo 2
Giocato in Austria dall'8 al 13 ottobre 2013.
| Pos. | Squadra     | Pt | G | V | N | P | GF | GS | DR  |
| ---- | ----------- | -- | - | - | - | - | -- | -- | --- |
| 1.   | Austria     | 9  | 3 | 3 | 0 | 0 | 13 | 2  | +11 |
| 2.   | Grecia      | 4  | 3 | 1 | 1 | 1 | 5  | 4  | +1  |
| 3.   | Russia      | 4  | 3 | 1 | 1 | 1 | 5  | 8  | -3  |
| 4.   | Bielorussia | 0  | 3 | 0 | 0 | 3 | 3  | 12 | -9  |

| Data       | Ora         | Partita     | Partita | Partita     |
| ---------- | ----------- | ----------- | ------- | ----------- |
| 8-10-2013  | 11:00 UTC+2 | Russia      | 3 - 2   | Bielorussia |
| 8-10-2013  | 18:00 UTC+2 | Austria     | 2 - 1   | Grecia      |
| 10-10-2013 | 11:00 UTC+2 | Grecia      | 1 - 1   | Russia      |
| 10-10-2013 | 18:00 UTC+2 | Austria     | 6 - 0   | Bielorussia |
| 13-10-2013 | 15:00 UTC+2 | Russia      | 1 - 5   | Austria     |
| 13-10-2013 | 15:00 UTC+2 | Bielorussia | 1 - 3   | Grecia      |

### Gruppo 3
Giocato in Portogallo dal 15 al 20 ottobre 2013.
| Pos. | Squadra    | Pt | G | V | N | P | GF | GS | DR |
| ---- | ---------- | -- | - | - | - | - | -- | -- | -- |
| 1.   | Italia     | 6  | 3 | 2 | 0 | 1 | 4  | 3  | +1 |
| 2.   | Portogallo | 5  | 3 | 1 | 2 | 0 | 3  | 2  | +1 |
| 3.   | Rep. Ceca  | 4  | 3 | 1 | 1 | 1 | 4  | 2  | +2 |
| 4.   | Danimarca  | 1  | 3 | 0 | 1 | 2 | 1  | 5  | -4 |

| Data       | Ora         | Partita    | Partita | Partita    |
| ---------- | ----------- | ---------- | ------- | ---------- |
| 15-10-2013 | 15:00 UTC+1 | Italia     | 1 - 0   | Rep. Ceca  |
| 15-10-2013 | 16:00 UTC+1 | Danimarca  | 0 - 0   | Portogallo |
| 17-10-2013 | 15:00 UTC+1 | Rep. Ceca  | 3 - 0   | Danimarca  |
| 17-10-2013 | 16:00 UTC+1 | Italia     | 1 - 2   | Portogallo |
| 20-10-2013 | 16:00 UTC+1 | Danimarca  | 1 - 2   | Italia     |
| 20-10-2013 | 16:00 UTC+1 | Portogallo | 1 - 1   | Rep. Ceca  |

### Gruppo 4
Giocato in Irlanda del Nord dal 12 al 17 ottobre 2013.
| Pos. | Squadra          | Pt | G | V | N | P | GF | GS | DR |
| ---- | ---------------- | -- | - | - | - | - | -- | -- | -- |
| 1.   | Francia          | 9  | 3 | 3 | 0 | 0 | 6  | 0  | +6 |
| 2.   | Svezia           | 4  | 3 | 1 | 1 | 1 | 4  | 3  | +1 |
| 3.   | Polonia          | 4  | 3 | 1 | 1 | 1 | 3  | 5  | -2 |
| 4.   | Irlanda del Nord | 0  | 3 | 0 | 0 | 3 | 0  | 5  | -5 |

| Data       | Ora         | Partita          | Partita | Partita          |
| ---------- | ----------- | ---------------- | ------- | ---------------- |
| 12-10-2013 | 14:00 UTC+1 | Francia          | 3 - 0   | Polonia          |
| 12-10-2013 | 19:00 UTC+1 | Svezia           | 2 - 0   | Irlanda del Nord |
| 14-10-2013 | 14:00 UTC+1 | Polonia          | 2 - 2   | Svezia           |
| 14-10-2013 | 19:00 UTC+1 | Francia          | 2 - 0   | Irlanda del Nord |
| 17-10-2013 | 14:00 UTC+1 | Svezia           | 0 - 1   | Francia          |
| 17-10-2013 | 14:00 UTC+1 | Irlanda del Nord | 0 - 1   | Polonia          |

### Gruppo 5
Giocato in Ungheria dal 2 al 7 ottobre 2013.
| Pos. | Squadra   | Pt | G | V | N | P | GF | GS | DR |
| ---- | --------- | -- | - | - | - | - | -- | -- | -- |
| 1.   | Scozia    | 6  | 3 | 2 | 0 | 1 | 7  | 5  | +2 |
| 2.   | Norvegia  | 6  | 3 | 2 | 0 | 1 | 13 | 4  | +9 |
| 3.   | Finlandia | 3  | 3 | 1 | 0 | 2 | 4  | 7  | -3 |
| 4.   | Ungheria  | 3  | 3 | 1 | 0 | 2 | 5  | 13 | -8 |

| Data      | Ora         | Partita   | Partita | Partita   |
| --------- | ----------- | --------- | ------- | --------- |
| 2-10-2013 | 14:00 UTC+2 | Norvegia  | 5 - 1   | Finlandia |
| 2-10-2013 | 14:00 UTC+2 | Ungheria  | 4 - 3   | Scozia    |
| 4-10-2013 | 14:00 UTC+2 | Norvegia  | 1 - 2   | Scozia    |
| 4-10-2013 | 14:00 UTC+2 | Finlandia | 3 - 0   | Ungheria  |
| 7-10-2013 | 14:00 UTC+2 | Ungheria  | 1 - 7   | Norvegia  |
| 7-10-2013 | 14:00 UTC+2 | Scozia    | 2 - 0   | Finlandia |

### Gruppo 6
Giocato in Germania dall'11 al 16 ottobre 2013.
| Pos. | Squadra     | Pt | G | V | N | P | GF | GS | DR |
| ---- | ----------- | -- | - | - | - | - | -- | -- | -- |
| 1.   | Germania    | 7  | 3 | 2 | 1 | 0 | 7  | 0  | +7 |
| 2.   | Belgio      | 4  | 3 | 1 | 1 | 1 | 2  | 2  | 0  |
| 3.   | Paesi Bassi | 4  | 3 | 1 | 1 | 1 | 3  | 2  | +1 |
| 4.   | Svizzera    | 1  | 3 | 0 | 1 | 2 | 2  | 10 | -8 |

| Data       | Ora         | Partita     | Partita | Partita     |
| ---------- | ----------- | ----------- | ------- | ----------- |
| 11-10-2013 | 16:00 UTC+2 | Belgio      | 1 - 0   | Paesi Bassi |
| 11-10-2013 | 19:00 UTC+2 | Germania    | 6 - 0   | Svizzera    |
| 13-10-2013 | 13:00 UTC+2 | Svizzera    | 1 - 1   | Belgio      |
| 13-10-2013 | 16:00 UTC+2 | Germania    | 0 - 0   | Paesi Bassi |
| 16-10-2013 | 11:00 UTC+2 | Belgio      | 0 - 1   | Germania    |
| 16-10-2013 | 11:00 UTC+2 | Paesi Bassi | 3 - 1   | Svizzera    |

### Confronto tra le seconde classificate
| Gr. | Squadra    | Pt | G | V | N | P | GF | GS | DR |
| --- | ---------- | -- | - | - | - | - | -- | -- | -- |
| 3   | Portogallo | 4  | 2 | 1 | 1 | 0 | 3  | 2  | +1 |
| 5   | Norvegia   | 3  | 2 | 1 | 0 | 1 | 6  | 3  | +3 |
| 1   | Irlanda    | 3  | 2 | 1 | 0 | 1 | 3  | 3  | 0  |
| 6   | Belgio     | 3  | 2 | 1 | 0 | 1 | 1  | 1  | 0  |
| 2   | Grecia     | 1  | 2 | 0 | 1 | 1 | 2  | 3  | -1 |
| 4   | Svezia     | 1  | 2 | 0 | 1 | 1 | 2  | 3  | -1 |